# Авијатичарски трг (Земун)
| АВИЈАТИЧАРСКИ · трг | АВИЈАТИЧАРСКИ · трг                                  |
| ------------------- | ---------------------------------------------------- |
|                     |                                                      |
| Општина             | Земун                                                |
| Почетак             | Карађорђева ул. Ул. Стевана Марковића                |
| Крај                | Главна ул. Ул. Мирослава Тирша                       |
| Дужина              | 145 m                                                |
| Ширина              | 125 m                                                |
| Створена            | после 1855.                                          |
| Названа             | 1997.                                                |
| Стари називи        | Трг ЈНА, Трг Југословенске Армије, Југословенски трг |
|                     |                                                      |
|                     |                                                      |
| Авијатичарски трг   |                                                      |

Авијатичарски трг је градски трг који се налази у Земуну.

## Опис
На централном делу трга се налази парк са Спомеником палим борцима НОР-а 1941-1945, Земунци овај парк називају још и „парк у рупи“ јер је подигнут на природном нивоу Земуна док су околне зграде и улице подигнуте на насутом делу Земуна. Авијатичарски трг је у облику потковице а ограничавају га улице: од Немањине до Главне, од Главне до Карађорђеве и од Карађорђеве до Мирослава Тирша. На тргу се налази Команда ваздухопловства и зграда Водне заједнице, а у близини трга се налази основна школа „Светозар Милетић“ и Пољопривредни факултет.
Авијатичарски трг се до 1997. године звао Трг ЈНА, а пре тога, одмах по ослобођењу носио је назив Трг Југословенске армије. Пре Другог светског рата се звао Југословенски трг.
Тргом пролазе следеће аутобуске линије ГСП Београд: 17 (Коњарник – Земун Горњи Град), 45 (Нови Београд Блок 44 – Земун Нови Град), 73 (Нови Београд Блок 45 – Батајница), 83 (Црвени крст – Земун /Бачка/), 84 (Зелени Венац – Нова Галеника), 704 (Зелени Венац – Земун поље), 706 (Зелени Венац – Батајница) и 707 (Зелени Венац – Мала пруга – Земун поље).

## Галерија
- Историјат назива трга
- Садашњи назив трга
- Трг с почетка 20. века
- Изглед 2012. године
- М. Тирша - Карађорђева
- Карађорђева - Главна
- Главна - Карађорђева
- Немањина - Главна
- Карађорђева - М. Тирша
- Парк на тргу
- Парк на тргу
- Парк на тргу
- Споменик у парку
- Изглед парка ноћу
- Зграда Пољопривредног факултета
- Зграда команде ваздухопловства
- Зграда Водне заједнице